# Sarawak (staat)
Sarawak is een deelstaat van Maleisië, gelegen in het noordwestelijke deel van het eiland Borneo. Het behoort samen met de deelstaat Sabah, die ten oosten van Sarawak ligt, tot Oost-Maleisië. Het grenst in het zuiden aan Kalimantan, dat tot Indonesië behoort.

## Geschiedenis
Wegens geboden hulp aan de sultan van Brunei ontving de avonturier James Brooke in 1841 de positie en titel van radja van Sarawak. Toen Sarawak een onafhankelijke status verkreeg, riep hij het tot koninkrijk uit. Zijn opvolger(s) stelden zich later onder de bescherming van de Britse kroon.
Japan voerde een invasie uit in 1941, waarna Australische troepen het in 1945 bevrijdden, en in 1946 kwam het weer onder de Britse kroon.
Vanaf 1963 maakt het als staat deel uit van Maleisië.

## Demografie
De Iban vormen de grootste bevolkingsgroep. Zij zijn voornamelijk christelijk en animistisch. Ook zijn er nog Chinezen en Maleisiërs.
Ook zijn er enkele inheemse stammen zoals de Kayan en de Keniah.

## Bestuurlijke indeling
Sarawak bestaat uit elf administratieve deelgebieden ("divisions"), die weer zijn onderverdeeld in 29 districten.
|    | Division  | Oppervlakte (km²) | Inwoners |
| -- | --------- | ----------------- | -------- |
| 1  | Betong    | 4.181             | 99.800   |
| 2  | Bintulu   | 12.166            | 179.600  |
| 3  | Kapit     | 38.934            | 99.800   |
| 4  | Kuching   | 4.560             | 606.000  |
| 5  | Limbang   | 4.358             | 72.400   |
| 6  | Miri      | 26.777            | 316.400  |
| 7  | Mukah     | 6.998             | 101.600  |
| 8  | Samarahan | 4.967             | 204.900  |
| 9  | Sarikei   | 4.332             | 126.500  |
| 10 | Sibu      | 8.278             | 257.300  |
| 11 | Sri Aman  | 5.467             | 90.600   |

## Geografie
Sarawak is een dunbevolkt gebied. De meeste plaatsen zijn in het kustgebied en langs de rivieren.
De bestuurlijke hoofdstad van Sarawak is Kuching, dat letterlijk kat betekent.
Enkele andere plaatsen in Sarawak zijn:
- Sibu
- Kapit
- Kanowit
- Belaga
- Bintulu
- Miri

## Bezienswaardigheden
- Iban-langhuizen

## Natuur
Er zijn diverse nationale parken in Sarawak zoals: 
- Nationaal Park Tanjung Datu
- Nationaal Park Gunung Gading
- Nationaal Park Bako
- Nationaal Park Kubah
- Nationaal Park Batang Ai
- Nationaal Park Similajau
- Nationaal Park Niah
- Nationaal Park Lambir Hills
- Nationaal Park Loagan Bunut
- Nationaal park Gunung Mulu
- Kelabit Hooglanden